# Pilea setigera
Pilea setigera är en nässelväxtart som beskrevs av Ignatz Urban. Pilea setigera ingår i släktet pileor, och familjen nässelväxter. Inga underarter finns listade i Catalogue of Life.